# Soroban

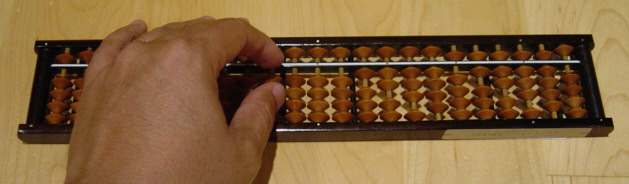
Een soroban. De kralen op de tien rechter kolommen staan zo dat het getal 1234567890 wordt gevormd.

De soroban (算盤, そろばん, 'Rekenbord') is een abacus ontwikkeld in Japan. Hij is afgeleid van de Chinese suanpan, die rond 1600 geïmporteerd werd in Japan. Net zoals de suanpan wordt de soroban tegenwoordig nog steeds gebruikt, ondanks de toename van praktische en betaalbare rekenmachines.

## Constructie

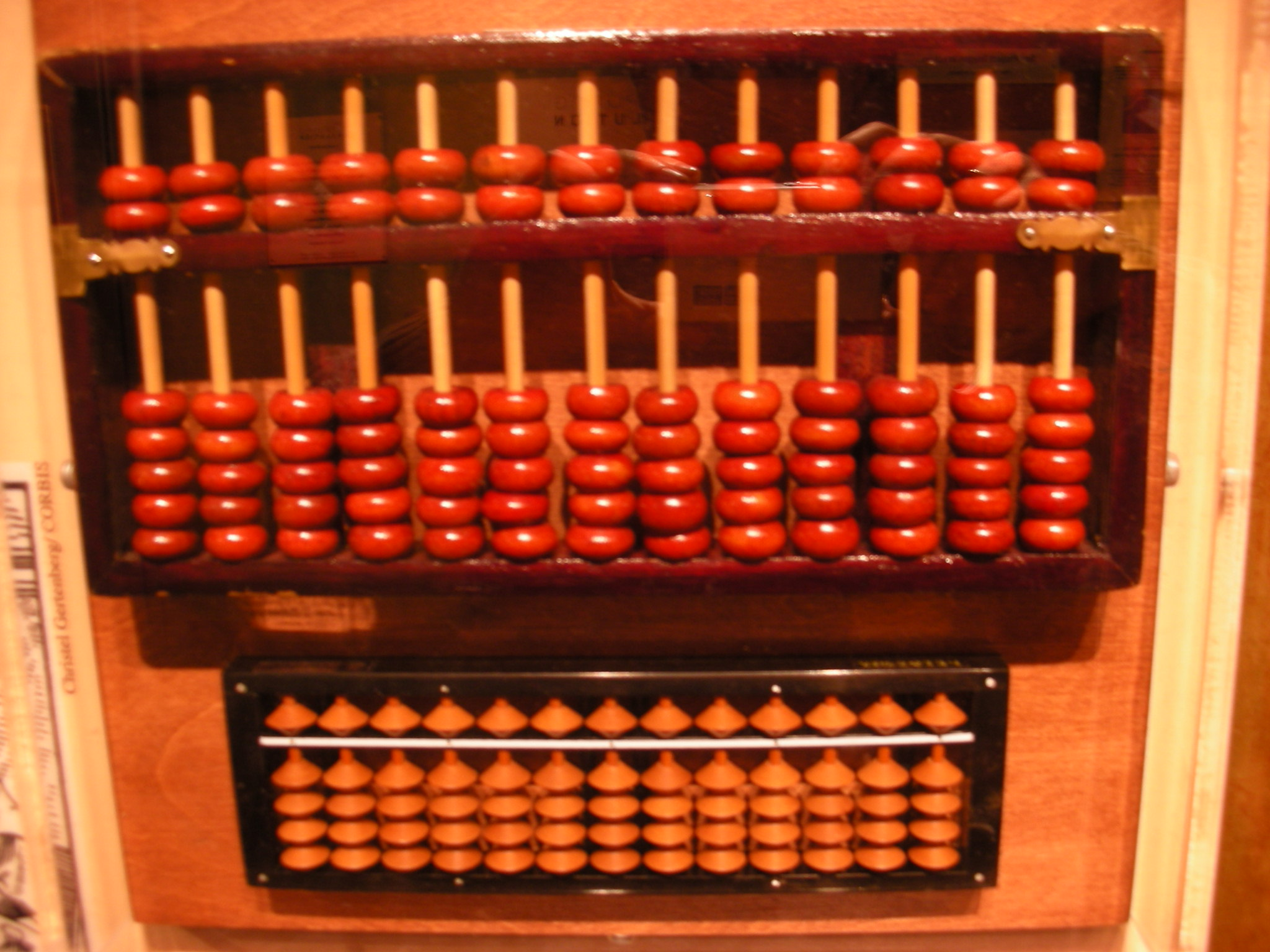
Een suanpan (boven) en een soroban (beneden). De twee abaci hebben de standaard grootte en hebben beide dertien kolommen.

De soroban bestaat uit een langwerpig raamwerk met een oneven aantal kolommen of staven erin, die verschuifbare kralen bevatten. De soroban wordt in horizontale oriëntatie gehanteerd; dat wil zeggen, met de kolommen verticaal naast elkaar (zie afbeelding). Elk van de kolommen kan een cijfer van 0 t/m 9 vertegenwoordigen. De kolommen zijn verdeeld in een bovenste rij, die één kraal bevat, en een onderste rij, die vier of vijf kralen bevat (afhankelijk van het model soroban: zie onder). De bovenste kraal (ook wel een hemelkraal genoemd) heeft een waarde van 5 en de onderste kralen (ook wel aardekralen genoemd) hebben elk een waarde van 1. De twee soorten kralen worden gescheiden door een horizontale balk (ook wel de afrekenbalk genoemd). Aangezien zowel de hoeveelheid kralen per kolom als de afmetingen ervan kleiner zijn dan bij de suanpan, is een soroban van standaard grootte met dertien staven een stuk minder groot dan een suanpan van standaardomvang met dezelfde uitdrukkingskracht.
Het aantal staven in een soroban is altijd oneven en nooit minder dan negen. De basismodellen hebben meestal dertien staven, maar praktische of standaardmodellen hebben vaak 21, 23, 27 of 31 staven, waardoor ze veel grotere machten of meerdere getallen tegelijk aankunnen. Tot aan de jaren '30 van de twintigste eeuw bevatte de onderste rij van de soroban vijf aardekralen. Aangezien de vijfde kraal echter redundant is (vijf aardekralen staan immers gelijk aan één hemelkraal) werd dit aantal in nieuwere modellen gereduceerd tot vier. Met deze vier aardekralen in combinatie met de enkele hemelkraal kan elk cijfer van 0 t/m 9 worden uitgedrukt.
De kralen en staven worden gemaakt van verschillende soorten materialen. De meeste soroban die in Japan worden vervaardigd zijn van hout en hebben houten, metalen, rotan of bamboe staven. In tegenstelling tot de rond afgewerkte kralen van de suanpan zijn de kralen van een soroban meestal dubbelkegelvormig: dit geeft een betere grip voor de vingers en vergemakkelijkt zo het verschuiven van de kralen bij snelle berekeningen. De kralen worden meestal van hout gemaakt, hoewel ze bij sommige soroban, vooral degene die buiten Japan worden geproduceerd, van marmer, steen of zelfs plastic zijn. De prijs van een soroban kan oplopen afhankelijk van het materiaal.
Een eigenschap van de soroban die hem onderscheidt van zijn Chinese tegenpool is een stip op elke derde staaf. Deze worden meestal eenheidsstaven genoemd en elk daarvan kan gebruikt worden om het laatste cijfer van een geheel getal in een rekenantwoord weer te geven. Het nummer dat rechts van deze staaf staat is dan het decimale gedeelte van het rekenantwoord, tenzij het nummer deel uitmaakt van een deling of vermenigvuldiging. De punten helpen ook doordat een staaf die direct links van een eenheidsstaaf staat altijd een grote macht aangeeft zoals de duizendtallen, de miljoentallen, etc. (zie Japanse Cijfers). Suanpan beschikken meestal niet over deze functie.

## Gebruik
Elk van de kolommen op de soroban kan voor een cijfer staan. Door kralen in de richting van de scheidingsbalk te schuiven worden die kralen "aan" gezet; dat wil zeggen, ze krijgen waarde. Om de hemelkraal (waarde 5) waarde te geven wordt hij dus naar beneden geschoven; de aardekralen (ieder waarde 1) gaan juist omhoog.  Op deze manier kunnen alle cijfers van 0 t/m 9 worden gevormd; hieronder staat weergegeven welke kralenconfiguratie voor elk cijfer nodig is.
|   |   |   |   |   |   |   |   |   |   |
| 0 | 1 | 2 | 3 | 4 | 5 | 6 | 7 | 8 | 9 |

Met deze cijfers kunnen vervolgens getallen van meerdere cijfers worden gevormd. Dit gaat op dezelfde manier als bij Westerse getalnotatie: het meest rechtse cijfer staat voor de eenheden; het cijfer links daarvan voor de tientallen, etc. Hieronder staat bijvoorbeeld 8036:
|   |   |   |   |
| 8 | 0 | 3 | 6 |

De gebruiker van de soroban mag zelf kiezen welke staaf hij voor de eenheden neemt; doorgaans wordt hiervoor een van de staven gebruikt die met een stip zijn gemarkeerd: zie de 6 in het voorbeeld. 
Eventuele cijfers rechts van de eenheden staan dan voor cijfers na de komma: tienden; honderdsten; duizendsten, etc. Om in plaats van 8036 het getal 80,36 weer te geven, plaatst de gebruiker de cijfers dus zo dat de 0 op een staaf met stip valt:
|   |    |   |   |
| 8 | 0, | 3 | 6 |